# Sluten ungdomsvård
Sluten ungdomsvård är en påföljd för brott för unga lagöverträdare som alternativ till fängelse. Har någon innan han eller hon fyllt arton år begått ett brott, som för en vuxen lagöverträdare hade resulterat i ett fängelsestraff, ska påföljden i stället bestämmas till sluten ungdomsvård i lägst fjorton dagar och högst fyra år (32 kap. 5 § brottsbalken). Sluten ungdomsvård infördes den 1 januari 1999. Närmare bestämmelser om påföljden finns i lagen (1998:603) om verkställighet av sluten ungdomsvård (LSU) och i förordningen (1998:641) om verkställighet av sluten ungdomsvård.
Sluten ungdomsvård verkställs på ett särskilt ungdomshem eller SiS-hem som drivs av Statens institutionsstyrelse (SiS). Till skillnad från fängelsedömda blir inte den som blivit dömd till sluten ungdomsvård frigiven efter att två tredjedelar av strafftiden avtjänats. 1304 ungdomar togs år 2020 in i den slutna ungdomsvården i Sverige.
I den statliga utredningen SOU 2023:44 En översyn av regleringen om frihetsberövande påföljder för unga, föreslås det att sluten ungdomsvård ska utmönstras ur det svenska påföljdssystemet.

## Om vården
Inledningsvis sker vården på en låst avdelning där psykolog, pedagog och behandlare bedömer vilka behov som finns för vård och behandling. De ska ta fram en individuell behandlingsplan, som ska omfatta tiden på institutionen såväl som utslussningen därifrån. Utifrån denna individuella behandlingsplan ges en anpassad vård och behandling. 
Den dömde ungdomen deltar i ordinarie verksamheter på ungdomshemmet och går i SiS-skola.
Det är kommunens socialtjänst som har det övergripande ansvaret för ungdomarna och som i samråd med SiS bestämmer var en dömd ungdom ska placeras. Socialtjänsten är även med och planerar utslussningen.

### Behandlingar
Ett antal olika behandlingsformer finns, bland annat Kognitiv beteendeterapi (KBT), Aggression Replacement Training (ART), Multidimensional Treatment Foster Care (MTFC), Funktionell familjeterapi (FFT), Motiverande samtal (MI), tolvstegsbehandling, med mera.[källa behövs]
In en systematisk översikt från 2016 undersökte SBU det vetenskapliga stödet för olika metoder som användes bland ungdomar med antisocial problematik inom institutionsvård. Resultatet var att det vetenskapliga underlaget var otillräckligt för att bedöma flertalet av de program man undersökte. Dock visade A-CRA (inclusive case manager) programmet att ge en minskad risk för återfall i bruk av marijuana.
Man menade dock inte att detta nödvändigtvis underkänner programmen eller innebär att det finns behov av att undvika nya lovande program. Det som krävs är strukturerade former för hur man avvecklar, bibehåller eller inför program.